# ショート スタージョン
スタージョン
飛行するスタージョン TT.2 TS475号機
(1946年1月1日撮影)
- 用途：雷撃機、標的曳航機、対潜哨戒機
- 製造者：ショート・ブラザーズ
- 運用者： イギリス（艦隊航空隊）
- 初飛行：1946年6月7日
- 生産数：28機

スタージョン（Short Sturgeon）は英国の航空機である。再設計と改造を繰り返したが、元々は第二次世界大戦中、高性能の雷撃機として開発されたものである。戦後に優先度が変更され、スタージョンは最初に標的曳航機として、後に対潜哨戒機として再設計された。多くの改造が施された結果、当初の有望な設計は失われ"無残でグロテスクな外観"と評されるまでになった。

## 設計と開発
ショート (S.A.1) スタージョンは、第二次世界大戦中に高性能の雷撃機として計画されていた。本機は艦上攻撃機であり、オーディシャス級航空母艦とセントー級航空母艦で運用する予定であった。爆弾倉を持ち、兵装は500 lb(225kg)爆弾6発か当時の標準型航空魚雷を搭載できることが要求された。しかし、第二次世界大戦が終了すると魚雷の搭載要求は取り下げられ、大型航空母艦の計画は破棄された。
イギリス海軍は昼夜間での目視による索敵及び写真偵察用に使える双発偵察機を求めていた。そこで設計と製造を要求する、海軍向け偵察機の要求仕様 S.11/43が発行された。この要求仕様には、最大重量24,000 lb(10,800kg)まで、高さ17 ft(5.18m)（収納時）、長さ45 ft(13.71m)、幅60 ft(18.28m)（展張時）/20 ft(6.09m)（折畳み時）などの機体寸法や、動力作動の主翼折畳み機構も要求されていた。この契約は1944年2月12日にショート・ブラザーズ社との間で締結された。同社はS.38 スタージョンを改修した機体を「PR.Mk 1」として納入するよう求められた。3機の試作機を製造する予定であり、各々に「RK787」、「RK791」、「RK794」のシリアル番号が与えられた。
最初のショート S.A.1 スタージョン I 「RK787」は、1948年5月18日にロチェスター空港で初飛行を行った。試作2号機の「RK791」は、1946年6月7日にシデナムで飛んだ。100機の量産型はキャンセルされたが、標的曳航用に改修されたS.39（S.A.2としても知られる） スタージョンとしてこの設計は生き延びた。試作3号機の「RK794」は、Mk 2仕様に改修され、新しいシリアル番号「VR363」が与えられた。

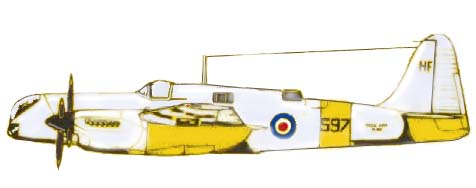
スタージョン TT2

全金属製、中翼片持ち式単葉機の「TT Mk 2」は大型であったが、標的曳航任務用の特徴あるガラス張りの機首を持つスマートな外観の双発機であった。全金属モノコック構造の機体は4つの区画に分かれており、最後尾は羽布張りの片持ち式の水平尾翼と1枚の垂直尾翼、方向舵となっていた。主翼は前縁が後退角を持ち、外翼部は先細り形状になっており、外翼に装備したロールス・ロイス マーリン 140エンジンで2重反転プロペラを駆動した。2重反転プロペラによりブレード長を短くすることができ、それによりマーリン エンジンをより機体中心に寄せて装着することができた。主脚はエンジンナセル内に後方へ向けて引き込まれ、尾輪は胴体前方へ向けて引き込まれた。
戦後のスタージョンの役割は、海軍の連絡機と標的曳航機として始まった。これはプロペラ回転面やウインチよりも前方に搭乗員が座れるよう延長された機首に改修されていた。パイロットを含む2名の搭乗員は、主翼前縁辺りのコックピットに座り、機首の万能「観測員」は｢航法士、無線士、標的操作員、カメラ操作員であり、機首と胴体後部の間を行ったり来たり。｣していた。5機のTT2が更に多少不恰好な「TT3」へと改装された。
スタージョンの最後の2機は、対潜哨戒機の提案モデルに改造された。これは4枚プロペラを駆動する1,147 hp (1,100 kW) のアームストロング・シドレー マンバ AS Ma3 ターボプロップ エンジンを搭載したものである。もう一つの大きな改修は、機首に、エンジンより前方に位置し、2名のレーダー操作員を収容する巨大な球状の操作室を取り付けた点であった。「デカ鼻（"schnoz"）」により引き起こされた重大な問題が計画を終わらせた。「ある出力状況下では、マンバ ターボプロップ エンジンからの排気が機体を不安定にし、良好な飛行特性を台無しにした。対潜哨戒任務での長時間飛行にとり、必須とされる安全な片肺飛行を行うための釣り合いを取ることが不可能であった。」
2機のスタージョン「SB 3」試作機が当初発注され、初号機の「WF632」は1950年12月8日にベルファストで飛行した。片肺飛行時に釣り合いを取ることが非常に困難で、不安定であることが分かったが、これらの問題を解決する努力は何もなされず、2番目の試作機「WF636」が飛行する前に計画はキャンセルされた。両機共に非常に短命で、1951年には廃棄処分にされた。

## 運用の歴史
主要な量産型であるTT2海軍標的曳航機（TS 475 – TS 498）は、その現役期間のほとんどをマルタ、ハル・ファーの第728海軍飛行隊で運用された。また、1950年から1954年までフォード海軍基地（RNAS Ford）の第771海軍飛行隊でも使用された。これらの標的曳航機としての主要な任務は、対空射撃訓練用の標的曳航、対空射撃の写真標的（photographic marking of ground-to-air firing）、昼夜間の空対空訓練用の標的曳航、「投擲」標的訓練とレーダー調整であった。
残存していたスタージョン TT2の全機が1950年代初めに(S.B.9) TT3仕様へ改修された。TT3型は、もう少し広い用途に合致するように考えられていた。TT2から、同調した撮影機器と操作員が収まる延長機首が取り外され、小さく整形された機首に交換された。航空母艦上での運用から陸上運用に変更されたことにより、主翼の折畳み機構がTT2の油圧式から人力操作式に変更されると共に、全ての艦上機用装備も取り外された。
短期間の間、1機のショート スタージョン TT2（VR363）が"ジョック"・イージー（"Jock" Eassie）の操縦でショート SB.1の飛行テストに供され、グライダー曳航機として使用された。
SB.1は、プライベートベンチャー研究の等傾線翼（aero-isoclinic wing）理論のテストを目的としてディヴィッド・キース＝ルーカスとジェフリー・T.R.・ヒル博士が設計し、ショート社で製造された「無尾翼」グライダーであった。SB.1の最初の曳航飛行は、ショート社の主任テストパイロットのトム・ブルック＝スミス（Tom Brooke-Smith、"Brookie"）の操縦で1951年7月30日にアルダーグローブ空軍基地で行われた。曳航されて10,000 ftまで上昇したSB.1の飛行は問題無く終了した。
その日の2回目の飛行のときに曳航索が延長され、ブルック=スミスは、軽量な航空機が、曳航機が引き起こす乱気流に巻き込まれるというありがちな問題に遭遇した。ブルック=スミスは低空で曳航索を分離せざるを得ず、機体を横滑りさせて乱気流から逃れようとしたが、90 mph(166km/h)の速度で「機首下げ」の姿勢で地面に突っ込んだ。自身は重傷を負い、機体は大破した。ショート SB.1は再組み立てを要するほど重大な損傷を受けており、グライダーを「動力付き」に改装する決定がなされ（ショート シェルパと改称された）、これによりこの計画でのスタージョンの曳航機としての役目も終わった。

## 派生型
製造されたスタージョンは、ショート社のロチェスター工場で製造された2機の「S Mk 1」銃手訓練機、ベルファスト工場で製造された24機の「TT Mk 2」標的曳航機（後に「TT Mk 3」仕様に改装）、2機の「SB.3」試作対潜哨戒機だけであった。1機のSB.3が1951年の英国航空機製造協会（Society of British Aerospace Companies'、SBAC） ファーンボロー国際航空ショーに展示されたが、SB.3の2号機は完成したものの飛行することはなかった。

## トリヴィア
スタージョンの不幸な失敗の原因の一つに操作系の配置があった。消火器の作動スイッチがエンジン始動用カートリッジの点火スイッチの隣に位置していたことにより、地上要員による不注意や意図しない誤操作が誘発された。

## 運用
イギリス
- 英国海軍、艦隊航空隊
  - 第728海軍飛行隊
  - 第771海軍飛行隊

## 要目

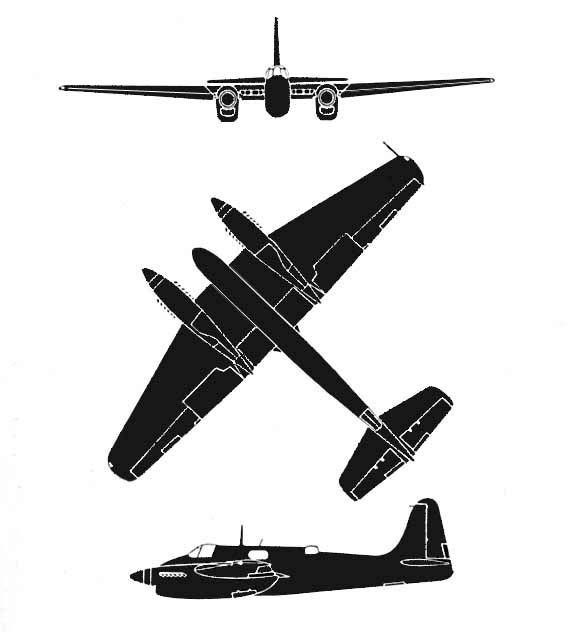
3面図

(Short S.B.9 Sturgeon TT3)　
British Directory of Aircraft, The World's Worst Aircraft.  and The Aircraft of the World
- 乗員： 2名
- 全長：13.70 m (44 ft)
- 全幅：18.26 m (59 ft 11 in)
- 全高：4.39 m (13 ft 2½ in)
- 翼面積：48.16 m² (518.4 ft²)
- 空虚重量：7,696 kg (16,967 lb)
- 全備重量：8,222 kg (18,126 lb)
- 最大離陸重量：9,840 kg (21,700 lb)
- プロペラ：3枚ブレード 2重反転プロペラ
- エンジン：2 × ロールス・ロイス マーリン 140 液冷 V型12気筒、2,080 hp (1,550 kW)
- 最大速度：590 km/h (366 mph, 318 knots) at 24,200 ft
- 巡航速度：502 km/h (312 mph) at 15,000 ft
- 巡航高度：10,700 m (35,200 ft)